# Hong Kong Airlines
Hong Kong Airlines (Tiếng Hoa: 香港航空公司) là hãng hàng không lớn thứ hai của Hồng Kông, sau Cathay Pacific. Trụ sở chính của hãng được đặt tại Sân bay quốc tế Hồng Kông.

## Lịch sử
Hãng được thành lập năm 2001 với tên gọi CR Airways và bắt đầu hoạt động từ 05.07.2003. Hãng được đổi tên lại thành Hong Kong Airlines từ 30.09.2006. Nắm giữ cổ phần của hãng Robert Yip Kwong (51%) và Yu Ming Investments (4%), Ông Mr Mung Kin Keung chiếm phần còn lại.

## Điểm đến
Tính đến tháng 2.2010:
- Trung Quốc

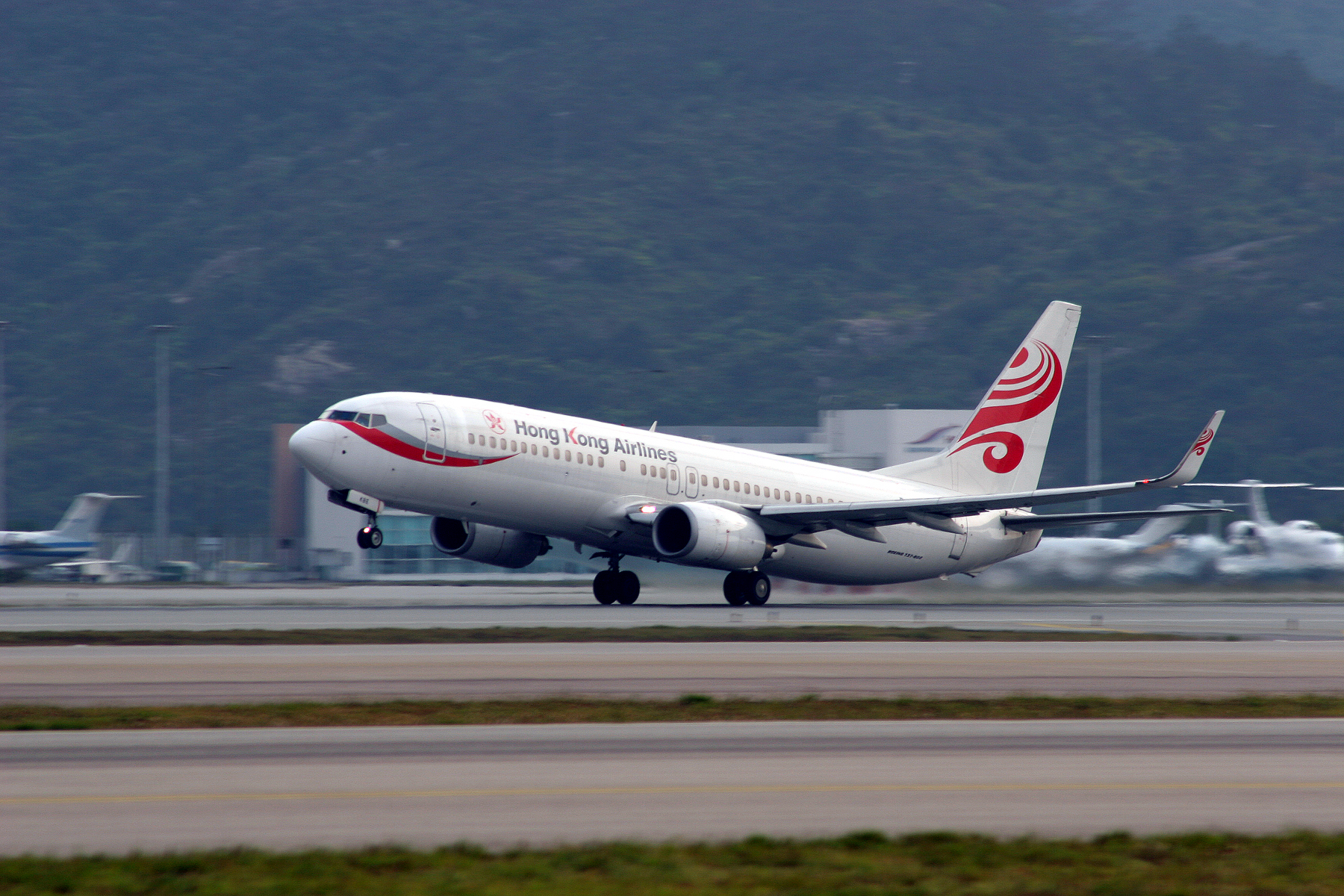
Boeing 737-800

  - Trường Sa, Hồ Nam - Sân bay quốc tế Trường Sa Hồ Nam
  - Quế Lâm - Sân bay quốc tế Lưỡng Giang Quế Lâm
  - Hải Khẩu - Sân bay quốc tế Mỹ Lan Hải Khẩu
  - Côn Minh - Sân bay quốc tế Vu Gia Bá
  - Hạ Môn - Sân bay quốc tế Cao Khi Hạ Môn
- Hong Kong
  - Sân bay quốc tế Hong Kong Trụ sở
- Vietnam
  - Thành phố Hồ Chí Minh - Sân bay quốc tế Tân Sơn Nhất(Hàng hóa)
  - Đà Nẵng - Sân bay quốc tế Đà Nẵng

### Điểm đến trước đây
- Cambodia – Siem Reap[1][2]

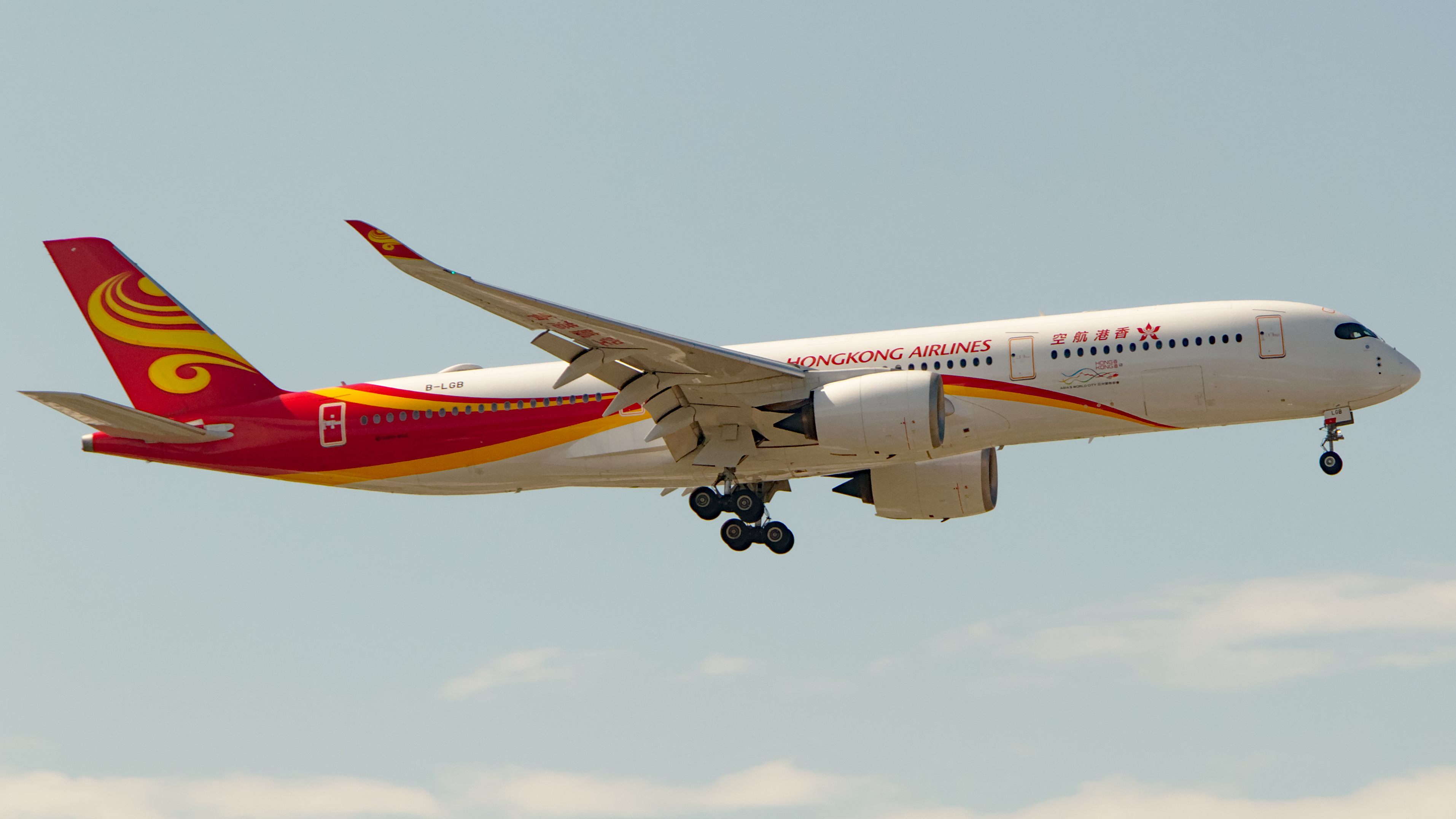

- Trung Quốc – Tể Nam, Nam Ninh, Tam Á, Thiên Tân[1][3][4]
- Philippines – Clark Field, Laoag, Subic Bay[1][4]
- Thái Lan – Phuket[4][5]